# Massif de Satui
Le massif de Satui se situe dans la province du Guipuscoa, dans les Montagnes basques.

## Sommets
- Gorostiaga, 951 m 43° 02′ 51″ nord, 2° 21′ 37″ ouest
- Oregi, 924 m 43° 03′ 29″ nord, 2° 22′ 29″ ouest
- Jentiletxe, 913 m 43° 03′ 12″ nord, 2° 22′ 16″ ouest
- Arrola, 904 m 43° 04′ 10″ nord, 2° 22′ 26″ ouest
- Arranoaitz, 899 m 43° 03′ 54″ nord, 2° 22′ 41″ ouest
- Eskortazarreta, 890 m 43° 03′ 43″ nord, 2° 22′ 33″ ouest
- Landarraitz, 829 m 43° 04′ 35″ nord, 2° 24′ 07″ ouest
- Korosomuño, 795 m 43° 04′ 05″ nord, 2° 23′ 35″ ouest
- Asalditta, 789 m 43° 04′ 54″ nord, 2° 24′ 04″ ouest
- Maizelaieta, 717 m 43° 04′ 23″ nord, 2° 24′ 52″ ouest
- Arrandieta, 708 m 43° 04′ 41″ nord, 2° 21′ 09″ ouest
- Gainzabal, 692 m 43° 02′ 15″ nord, 2° 22′ 05″ ouest
- Ipiñuegi, 685 m 43° 01′ 42″ nord, 2° 21′ 22″ ouest
- Lizarmendi, 685 m 43° 02′ 04″ nord, 2° 21′ 47″ ouest
- Albatxuri, 676 m 43° 01′ 48″ nord, 2° 21′ 05″ ouest
- Otsamuño, 637 m 43° 01′ 28″ nord, 2° 21′ 38″ ouest
- Illuntziaga, 628 m 43° 01′ 17″ nord, 2° 21′ 34″ ouest
- Akelarre, 581 m 43° 02′ 01″ nord, 2° 22′ 20″ ouest
- Turkarria, 745 m 43° 05′ 07″ nord, 2° 24′ 18″ ouest